# Comté de Rankin
Le comté de Rankin est situé dans l’État du Mississippi, aux États-Unis. Il comptait 115 327 habitants en 2000. Son siège est Brandon.